# Jean-Népomucène de Wolf
Pour les articles homonymes, voir Wolf.
Johann Nepomuk von Wolf (né le 29 mars 1743 à Oettingen, mort le 23 août 1829 à Ratisbonne) est le soixante-huitième évêque de Ratisbonne de 1821 à sa mort.

## Biographie
Il est ordonné prêtre le 15 mars 1766. Le 15 décembre 1788, il est nommé évêque titulaire de Dorylée (de) et évêque auxiliaire de Freising. Le nonce apostolique Giulio Cesare Zollio (it) lui fait don le 15 janvier 1789 de la consécration épiscopale.
Le 30 décembre 1802, von Wolf devient évêque auxiliaire de Ratisbonne. À la suite de la sécularisation en Bavière en 1803, il y a une sede vacante dans le diocèse de Freising. L'évêque auxiliaire Johann Nepomuk von Wolf effectue la consécration au nom du vicaire apostolique Joseph Jakob von Heckenstaller (de). Le 7 mai 1817, après la mort de Charles-Théodore de Dalberg, Wolf devient administrateur apostolique à Ratisbonne.
Le 13 septembre 1821, il est nommé évêque de Ratisbonne. Car Wolf ne put exercer sa fonction que dans une mesure limitée en raison de son âge avancé, Johann Michael Sailer, chanoine de la cathédrale, vicaire général et coadjuteur à Ratisbonne depuis le 28 octobre 1822, assume d'importantes tâches de gestion ; il lui succédera à sa mort.
Wolf appartient à la franc-maçonnerie et à partir de 1782 est membre de la loge viennoise Zur gekrönten Hoffnung et à partir de 1786 de la loge Zur neugekrönten Hoffnung.